# Talsperre Goljam Beglik
Die Talsperre Goljam Beglik befindet sich im Oblast Pasardschik, Bulgarien. Sie staut den Kriwa zu einem Stausee auf. Die Talsperre wurde 1951 fertiggestellt.

## Absperrbauwerk
Das Absperrbauwerk ist eine Gewichtsstaumauer aus Mauerwerk mit einer Höhe von 46,5 m über der Gründungssohle. Die Länge der Mauerkrone beträgt 191 m. Die Mauerkrone liegt auf einer Höhe von 1528,5 m über dem Meeresspiegel.
Die Staumauer verfügt sowohl über einen Grundablass als auch über eine Hochwasserentlastung. Über den Grundablass können maximal 36 m³/s abgeführt werden, über die Hochwasserentlastung maximal 50 m³/s.

## Stausee
Beim normalen Stauziel von 1527,3 m (max. 1528,2 m bei Hochwasser) erstreckt sich der Stausee über eine Fläche von rund 4,126 km² und fasst 62,11 Mio. m³ Wasser – davon können 58,17 Mio. m³ zur Stromerzeugung verwendet werden. Das minimale Stauziel, bis zu dem die Stromerzeugung noch möglich ist, liegt bei 1503 m.

## Kraftwerk Batak
Vom Stausee Goljam Beglik geht ein Tunnel ab, über den das ca. 13 km entfernte Wasserkraftwerk Batak mit dem nötigen Wasser versorgt wird.